# Porrusalda
Porrusalda o purrusalda (del euskera porru o purru [puerro] y salda [caldo]; es decir, caldo de puerros) es un plato originario de la gastronomía vasca, navarra y riojana y típico también en otras regiones de España. Antiguamente era un plato típico de Cuaresma y se cree que es un plato de origen humilde, ya que se elaboraba con productos que nunca faltaban en la huerta: puerros y patatas además de incluir bacalao.
Actualmente se consume en cualquier época del año y en lugar de calabaza se le suele añadir zanahoria u otras verduras. Dependiendo de la región, también es habitual añadirle pescado.

## Características
La porrusalda tiene como ingrediente principal el puerro gruesamente picado (es el que le da el nombre) al que se añade patatas y habitualmente zanahoria u otras verduras y hortalizas como calabaza o cebolla y ajo. El agua utilizada para la cocción puede ser agua normal o un caldo de cocer otras verduras. También se le añade un chorro de aceite y sal.
Sobre esa base existen numerosas versiones dependiendo de las regiones. En el propio País Vasco se admiten distintas variantes como la porrupatata en ciertas zonas de Guipúzcoa, en las que se incrementa la dosis de patata logrando un plato más consistente y menos caldoso, o los trozos de bacalao desmigado que habitualmente se añaden en Vizcaya. En otras regiones de España se añade carrilleras, en un plato que se asemeja al clásico guisado de ternera o, por ejemplo, en La Rioja se le añade una cabeza de merluza. En Cataluña se alegra con butifarra picada y en algunos locales que han buscado una mayor sofisticación, han aderezado el plato con salmón o con gambas.
Se puede emplear como plato único (tradicionalmente se ha servido así) o de acompañamiento. En algunas ocasiones se realiza una crema de porrusalda (muy similar a la Vichyssoise fría).